# Ozama
 (juillet 2014).
Si vous disposez d'ouvrages ou d'articles de référence ou si vous connaissez des sites web de qualité traitant du thème abordé ici, merci de compléter l'article en donnant les références utiles à sa vérifiabilité et en les liant à la section « Notes et références ».
L'Ozama est une rivière de la République dominicaine qui prend sa source à la Loma Siete Cabezas dans la Sierra de Yamasá près de la localité de Villa Altagracia. Après un parcours de 148 km, elle se jette dans la mer des Caraïbes sur la côte sud l'île d'Hispaniola. À l'ouest de son embouchure se développa dès la fin du XVe siècle la ville de Saint-Domingue, capitale du pays, tandis que l'est est occupe par Santo Domingo Este.

## Géographie
Avec un bassin de 2 686 km2, les trois principaux affluents de l'Ozama sont :
- La Isabela
- La Sabita
- Le Yabacao